# Casale del Giannotto
Il Casale del Giannotto è un edificio storico situato a Roma, all’interno del Parco Regionale Urbano del Pineto, nel quartiere Trionfale, in prossimità del confine con il quartiere Aurelio. Oggi ospita la Biblioteca comunale Casa del Parco ed è sede di attività culturali e didattiche.

## Storia
Le origini del casale risalgono al 1565, quando Giulio di Mantica, detto Giannotto, ottenne in enfiteusi un terreno nell’area oggi conosciuta come Pineto Sacchetti. Qui trasformò una preesistente torre in un edificio rurale.
Nel 1598 la proprietà passò a Giovan Battista Sacchetti, che acquistò parte dei possedimenti già appartenuti agli eredi di papa Pio V Ghislieri. Egli ampliò la tenuta e commissionò lavori di rinnovamento del casale, compresi interventi decorativi negli ambienti del piano superiore.
Dopo secoli di trasformazioni e utilizzi agricoli, nel 1998 iniziarono i lavori di consolidamento e restauro conservativo dell’edificio. Nel 2002 fu approvato il progetto definitivo che prevedeva la trasformazione del casale in centro naturalistico e didattico.
Nell’aprile 2006 il casale venne assegnato all’Istituzione Sistema Biblioteche e Centri Culturali di Roma Capitale, destinandolo a sede della nuova biblioteca comunale del parco.  
Il 5 maggio 2006 fu inaugurata ufficialmente la Biblioteca Casa del Parco, concludendo l’intervento di restauro e riqualificazione del complesso.

## Funzioni attuali
Oggi il Casale del Giannotto ospita:
- la Biblioteca comunale Casa del Parco, specializzata in tematiche ambientali e naturalistiche;
- un’aula studio con circa 40 posti;
- attività culturali ed educative legate al parco e al territorio circostante.

La gestione è affidata a Biblioteche di Roma, con la responsabilità di coordinamento a cura di Alessandra Recine.